# Amphipsylla rossica
Amphipsylla rossica är en loppart som beskrevs av Wagner 1912. Amphipsylla rossica ingår i släktet Amphipsylla och familjen smågnagarloppor. Inga underarter finns listade i Catalogue of Life.